# Český hudební slovník osob a institucí
Český hudební slovník osob a institucí je on-line slovník zaměřený na hesla o hudebních osobnostech a institucích. Jedná se o dílo Centra hudební lexikografie na Ústavu hudební vědy Filozofické fakulty Masarykovy univerzity v Brně. 
Slovník navazuje na dvoudílný Československý hudební slovník osob a institucí (redakce Gracian Černušák, Bohumír Štědroň, Zdenko Nováček), který vydalo Státní hudební vydavatelství v Praze v letech 1963–1965. Heslář slovníku obsahuje přibližně 16 000 hesel.
Hlavním vědeckým redaktorem je vedoucí Ústavu hudební vědy Petr Macek, členy redakčního kruhu jsou pak: Petr Kalina, Simona Sedláčková a Karel Steinmetz; dříve se na slovníku podílel také Mikuláš Bek  a Miloš Zapletal.
Projekt je financován částečně z prostředků Ústavu hudební vědy FF MU a částečně z grantů, poskytnutých Ministerstvem kultury České republiky a Grantovou agenturou České republiky.